# Lac Routhier
Pour les articles homonymes, voir Routhier.
Le lac Routhier est un plan d'eau douce traversé par la rivière Kinojévis et situé dans la ville de Rouyn-Noranda, dans la région administrative de l'Abitibi-Témiscamingue, au Québec, au Canada.
Annuellement, la surface du lac est généralement gelée de la mi-novembre à la fin avril, néanmoins, la période de circulation sécuritaire sur la glace est habituellement de la mi-décembre à la mi-avril.

## Géographie
Les bassins versants voisins du lac Routhier sont :
- côté nord : rivière Dufault, lac Dufault, lac Dufresnoy, rivière Dufresnoy, rivière Kinojévis ;
- côté est : rivière Kinojévis, ruisseau Davidson ;
- côté sud : lac Vallet, lac Bruyère, rivière Beauchastel, rivière La Bruère ;
- côté ouest : lac Osisko, lac Dufault, ruisseau Marlon, rivière Pelletier.

Le lac Routhier comporte les dimensions suivantes : longueur : 3,9 km ; largeur : 0,7 km ; altitude : 269 m. Ce lac forme un grand U ouvert vers l’Est, car il est situé dans un coude de la rivière Kinojévis. Ce lac comporte des zones de marais au Nord-Ouest. Sa partie Nord est séparée du reste du lac par une presqu’île s’avançant vers l’Est jusqu’à un détroit ; de l’autre côté du détroit, une péninsule s’avance vers le Sud-Ouest. Le lac Routhier reçoit dans sa partie Nord les eaux de la rivière Duprat.
L’embouchure du lac Routhier est situé au Sud-Est du lac, à :
- 5,4 km à l’Ouest du centre du village de Farmborough ;
- 28,0 km au Sud-Ouest du lac Chassignolle ;
- 8,7 km à l’Est du centre-ville de Rouyn-Noranda ;
- 39,0 km au Nord-Ouest de la confluence de la rivière Kinojévis avec la rivière des Outaouais[1].

## Toponymie
L’hydronyme lac Routhier commémore Adolphe-Basile Routhier (Saint-Placide, 1839 - Québec, 1920), avocat, poète, dramaturge, essayiste et juge. Il est l’auteur des paroles de l’hymne « Ô Canada » qu’il a conçu en 1880. En 1904, il est nommé juge en chef de la Cour supérieure de la province de Québec. Il administre cette province l’année suivante en l’absence du lieutenant-gouverneur Louis-Amable Jetté.
Le toponyme Lac Routhier est indiqué dans le Dictionnaire des rivières et lacs de la province de Québec (1925). Jadis, ce lac a été désigné « lac Rush ».
L'hydronyme lac Routhier a été officialisé le 5 décembre 1968 à la Commission de toponymie, soit à la création de la Commission.